# رواية موريسكية
الرواية الموريسكية هي واحدة من الأجناس الروائية النثرية ذات طابع مثالي فني، داخل أعمال الخيال النثري التي كتبت في القرن السادس عشر. تتميز بتقديم أبطال مسلمين مع تمجيد العلاقة بين الموروس والمسيحيين، من خلال تقديم بعض أمثلة التعايش والكرم المتبادل بينهما. وتبرز الرواية الموريسكية المسلمين وهم في حالة سلم مع المسيحيين ولا يتقاتلون سويًا. وبطريقة ما، كان وسيلة لتهدئة الأوضاع في البلاد إضافة إلى المساعدة في تجنب المزيد من النزاعات الموجودة بالأساس.